# Tibo De Smet
Tibo De Smet, né le 28 mai 1999, est un athlète belge spécialiste du 400 m, 800 m et 1500 m.

## Biographie
Tibo De Smet se concentre d'abord sur le 400 m puis opte pour le 800 m. En 2021, il participe aux Championnats d'Europe espoirs d'athlétisme à Tallinn sur cette distance. Il est éliminé en demi-finale. En 2022, il devient champion de Belgique du 800 m pour la première fois avec un record personnel en 1 min 45 s 32, un temps qui se situe en dessous du minimum requis pour participer aux Championnats d'Europe d'athlétisme qui se déroulent la même année à Munich. Il s'y qualifie pour les demi-finales en courant en 1 min 46 s 48 en série puis est éliminé avec le 14e temps des demi-finalistes.
De Smet établit un record de Belgique du 800 mètres en salle à Luxembourg en janvier 2023, battant le record d'Eliott Crestan avec un temps de 1 min 45 s 04. Il s'agit également du 25e 800 m en salle le plus rapide de tous les temps. Depuis le 22 juillet 2023, il dispose d'un record personnel en 1 min 44 s 53 établi à la Flanders Cup de Ninove. 
En 2024, il participe aux Championnats du monde en salle et se hisse en demi-finale du 800 m. Lors des Championnats d'Europe d'athlétisme 2024 à Rome en juin 2024 et aux Jeux olympiques 2024 de Paris en août 2024, Tibo De Smet est éliminé en séries du 800 m.  